# Creediidae
Famille
Les Creediidae sont une famille des poissons de l'ordre des Perciformes.
Ces espèces sont originaires des eaux côtières des océans Indien et Pacifique. Il s'agit de petits poissons vivant dans les eaux peu profondes près du rivage, s'enfouissant dans des zones sablonneuses balayées par les courants ou par les vagues.

## Systématique
Pour le WoRMS, cette famille doit être attribuée à Edgar Ravenswood Waite en 1899, alors que pour BioLib, l'auteur de celle-ci serait Charles Tate Regan en 1913. Mais il est probable que cette dernière référence soit erronée car le catalogue Eschmeyer des poissons (ECoF) qui fait référence pour les poissons, attribue bien la famille à Waite et le nom valide complet (avec auteur) de ce taxon est bien : Creediidae Waite, 1899.

## Liste des genres
Selon World Register of Marine Species (8 avril 2021) :
- genre Apodocreedia de Beaufort, 1948
- genre Chalixodytes Schultz, 1943
- genre Creedia Ogilby, 1898
- genre Crystallodytes Fowler, 1923
- genre Limnichthys Waite, 1904
- genre Myopsaron Shibukawa, 2010
- genre Schizochirus Waite, 1904
- genre Tewara Griffin, 1933